# Лажеш (авиабаза)
Лажеш — база ВВС Португалии на Азорских островах.

## История военной базы

### Начало
История базы Лажеш начинается с 1928 года, когда подполковник португальской армии Эдуардо Гомеш да Силва написал отчёт о возможном строительстве аэродрома на равнине Лажеш для авиационной службы этого отделения (порт. Aeronáutica Militar). Однако в то время для строительства аэродрома было выбрано место Ачада на острове Сан-Мигель. В 1934 году аэродром Ачада был заброшен из-за его недостаточных размеров и неблагоприятных погодных условий, в результате чего португальские военные построили взлётно-посадочную полосу из утрамбованной земли и небольшую группу вспомогательных объектов в Лажеше.

### Середина века
Через базу Лажеш во время Второй мировой войны происходил перелёт военной авиации из Америки в Европу. Взлётно-посадочная полоса была расширена. С 1943 по 1946 год на аэродроме базировались британские и американские самолёты.

### Современное состояние
В 2001 году на ВПП авиабазы приземлился пассажирский самолёт, который планировал 120 км над Атлантическим океаном.
В 2003 году на территории авиабазы был саммит Буш-Азнар-Блэр-Баррозу.

## Эксплуатация
На территории авиабазы базируются 502-я и 751-я эскадрильи.

## Гражданские рейсы
Аэропорт также обслуживает гражданские рейсы на острова в Бостон, Окленд, Монреаль, Торонто, Прагу и Майами. Аэровокзал расположен в южной части аэродрома.
1. ↑  ROR release v1.64 — v1.64 — 2025. — doi:10.5281/ZENODO.15298417